# فيل هاميلتون
فيل هاميلتون (بالإنجليزية: Phil Hamilton)‏ هو سياسي أمريكي، ولد في 9 أبريل 1952 في الولايات المتحدة. حزبياً، نشط في الحزب الجمهوري.

## وصلات خارجية
- الموقع الرسمي